# Ethel Greenglass
Ethel Greenglass, coniugata Rosenberg (New York, 28 settembre 1915 – Penitenziario di Sing Sing, 19 giugno 1953), è stata un'attivista comunista statunitense.

## Biografia
Aspirante attrice e cantante, dovette però accontentarsi di un impiego da segretaria in una società di spedizioni. Interessata alle lotte sindacali, aderì sin da giovane alla Lega dei giovani comunisti. Il 5 aprile 1951, a seguito delle testimoninze presentate nel caso Rosenberg, venne condannata a morte insieme al marito Julius Rosenberg per spionaggio a favore dell'Unione Sovietica. Nonostante i molti appelli internazionali per ottenere la grazia, la sentenza di morte venne eseguita, insieme a quella del marito, il 19 giugno 1953 nel penitenziario di Sing Sing, presso New York, tramite sedia elettrica.
Quando nel 1995 il governo americano ha reso pubblico il contenuto dei documenti decodificati dal progetto Venona, il loro ruolo come spie a favore dell'Unione Sovietica non è più stato messo in dubbio.

## Omaggi
Il cantante Bob Dylan, nel 1983, compose per Ethel Greenglass e il marito Julius Rosenberg la canzone Julius and Ethel, che però non fu inclusa nell'album in uscita quell'anno né pubblicata ufficialmente.